# Léa Hounkpè
 (septembre 2022).
Léa D. Ahougbenou Hounkpè est une femme politique et autrice béninoise. Elle est plusieurs fois ministre dans le gouvernement de Mathieu Kérékou.

## Biographie

### Enfance et formations
Léa Hounkpè est titulaire d’un diplôme supérieur en économie de l’Institut Supérieur Panafricain d’économie Coopérative et d’un master spécialisé en informatique.

### Carrière
Léa Hounkpè est ingénieur des travaux statistiques. Membre du parti Alliance pour la démocratie et le progrès (ADP), elle est plusieurs fois ministre dans le gouvernement de Mathieu Kérékou. Elle est d'abord ministre de l'enseignement technique et de la formation professionnelle du 12 juin 2003 au 4 février 2005 puis ministre de la protection sociale et de la solidarité du 4 février 2005 au 27 janvier 2006,,,.  
De 2008 à 2014, elle est la coordinatrice du Secrétariat Administratif Permanent de la Commission Electorale National Autonome(CENA).
En octobre 2014, elle publie son roman intitulé Hinnoumi ou Les mirages de Cotonou, et préfacé par l'auteur béninois Apollinaire Agbazahou,.
Léa Hounkpè est aussi membre de la société civile. Elle milite dans l'association UPD-Gamesu fondé par Jean-Claude Hounkponou dans la commune du Mono.